# ضفدع تاغو
ضفدع تاغو (الاسم العلمي: Rana tagoi) (بالإنجليزية: Tago frog)‏ هو نوع من البرمائيات يتبع جنس الضفدع الحقيقي من فصيلة الضفادع الحقيقية.